# Сен Дени
Сен Дени (фр. Saint Denis) је француски град у департману Сена-Сен Дени у Париском региону. Налази се у северном предграђу Париза са којим се граничи. По подацима из 2006. године број становника у месту је био 97.875.

## Историја
У другом веку на територији Сен Дени је постојало галоримско насеље Католакус. Свети Денис, први бискуп Париза и заштитник Француске убијен је 250. године и сахрањен је на гробљу у Католакусу.
Света Геновева је око 475. подигла малу капелу над његовим гробом, који су посећивали ходочасници. У седмом веку француски краљ Дагоберт I је обновио капелу и претворио је у краљевски манастир тј. Базилику Сен Дени и ту је и сахрањен; традиција коју су наставили скоро сви његови наследници. 
Током средњег века, због привилегија које му је доделио Дагоберт I, Сен Дени је постао веома значајан. Трговци из целе Европе долазе на његов вашар. Абот Сужер је 1136. је започео изградњу базилике која постоји још увек. 
За време француских верских ратова 10.11. 1569. вођена је битка између протестаната и католика, у којој су победили католици. Године 1590. град се предао Анрију IV, који је прешао у католицизам у манастиру у Сен Денију. 
Године 1793. име града је промењено у Франсијад и тако остаје све до 1800. После пораза француске војске у Другом светском рату немачка војска је ушла у Сен Дени 13. јуна 1940. У тешким бомбардовањима 21. априла, 22. јуна, 2. и 7. августа 1944. погинуло је 355 особа а више стотина је повређено. Град су ослободиле трупе генерала Филипа Леклерка 27. августа 1944. 
Током 70−тих и 80−тих година прошлог века град захвата тешка економска криза. Од Светског првенства у фудбалу 1998. економска ситуација у граду почела је да се побољшава.

## Демографија
| 1962.  | 1968.  | 1975.  | 1982.  | 1990.  | 1999.  | 2006.  | 2011.   |
| ------ | ------ | ------ | ------ | ------ | ------ | ------ | ------- |
| 94.264 | 99.268 | 96.132 | 90.829 | 89.988 | 85.832 | 97.875 | 107.762 |

## Знаменитости
Базилика Свети Денис, изграђена у XII веку, прва је црква у готском стилу и служила је као гробница француских краљева.
Стадион "Стад де Франс" изграђен је за Светско првенство у фудбалу 1998. и има капацитет 80.000 места. Служи за играње утакмица фудбалске и рагби репрезантације, за атлетска такмичења и концерте. 
Музеј уметности и историје. 
Кућа образовања Легије части је школа за ћерке, унуке и праунуке особа које су одликоване орденом Легије части.

## Привреда

### Саобраћај
Сен Дени има четири станице линије 13 париског метроа: Карфур Плејел, Сен Дени Порт де Пари, Базилик де Сен Дени и Сен Дени Иниверзите. У Сен Денију су и две две станице РЕР−а линије Б и једна станица РЕР линије Д као и трамвај Т1.

## Међународна сарадња
- Кордоба
- Гера
- Коутбриџ
- Гваруљос
- Сесто Сан Ђовани
- Тузла
- Назарет

## Познате личности из Сен Денија
- Пол Елијар, песник
- Пјер Дегетер, композитор и аутор „Интернационале“
- Албер Лебур, сликар
- Пол Сињак, сликар
- Морис Утрило, сликар
- Маламин Коне, стилиста и креатор марке Ернес
- Клод Моне, сликар (и живео у њему)